# Tretzendorfer Weiher
Das Naturschutzgebiet Tretzendorfer Weiher ist ein etwa 202 Hektar großes Naturschutzgebiet im Naturraum Steigerwald. Es liegt im unterfränkischen Landkreis Haßberge und erstreckt sich südöstlich von Unterschleichach und nordwestlich von Tretzendorf, beide Ortsteile der Gemeinde Oberaurach, entlang der Aurach. Benannt ist das Gebiet nach zwei Gruppen von Fischteichen – den Oberen und Unteren Tretzendorfer Weihern. Es wurde im Jahr 2008 als Schutzgebiet ausgewiesen.

## Geographische Lage
Das Schutzgebiet befindet sich im nördlichen Teil des Mittelgebirges Steigerwald, das weitgehend mit dem gleichnamigen Naturpark übereinstimmt. Nördlich grenzt der großflächige Naturwald Knetzberge-Böhlgrund an, eines der größten Schutzgebiete Bayerns.
Südlich des Naturschutzgebiets liegen der Hauptort Tretzendorf sowie der Oberauracher Ortsteil Trossenfurt. Ebenfalls südlich mündet der Grundbach in die Aurach, zudem erhebt sich dort der Kirchberg (386 m ü. NHN).
Westlich des Gebiets liegt der Ort Fatschenbrunn, ein weiterer Ortsteil der Gemeinde Oberaurach. Dort befindet sich auch der Fatschenbrunner Berg (428 m ü. NHN). Nordwestlich schließt sich der Ort Neuschleichach an.

## Schutzzweck
Das Schutzgebiet dient der Sicherung eines der bedeutendsten Amphibienlebensräume Unterfrankens. Besonders sollen die Populationen von Laubfrosch und Kammmolch erhalten werden. Darüber hinaus schützt das Gebiet einen artenreichen Feuchtbiotopkomplex mit extensiv genutzten Feuchtwiesen, die für den Hellen Wiesenknopf-Ameisenbläuling und Dunklen Wiesenknopf-Ameisenbläuling von entscheidender Bedeutung sind.
Weitere Schutzziele umfassen die Erhaltung seltener und gefährdeter Tier- und Pflanzenarten, die Bewahrung naturnaher Bachläufe, Verlandungszonen und Auenwälder sowie die Entwicklung artenreicher, naturnaher Laubmischwälder in den Hanglagen. Zudem soll die Eigenart der historisch geprägten Teichlandschaft erhalten bleiben.

## Flora und Fauna
Das Schutzgebiet umfasst eine große Vielfalt wertvoller Lebensräume, darunter magere Flachland-Mähwiesen, Feuchtwiesen, Hochstaudenfluren, Kalkmagerrasen, naturnahe Bachläufe sowie Hainsimsen- und Waldmeister-Buchenwälder, Auenwälder und Eichen-Hainbuchenwälder.
Zur geschützten Tierwelt zählen unter anderem Mopsfledermaus, Bechsteinfledermaus, Großes Mausohr, Kammmolch, Gelbbauchunke und der Hirschkäfer. Auch das seltene Grüne Besenmoos kommt vor.
Das Gebiet ist bedeutend für zahlreiche gefährdete Brutvogelarten, darunter Eisvogel, Halsbandschnäpper, Zwergschnäpper, Mittelspecht, Grauspecht, Schwarzspecht, Schwarzstorch, Wespenbussard, Neuntöter, Baumfalke, Hohltaube, Waldschnepfe und Wendehals. Diese Arten profitieren von den naturnahen Wald- und Feuchtlebensräumen des Gebiets.